# Агентство по безопасности и развитию в области фармацевтики
Агентство по безопасности и развитию в области фармацевтики Fimea (фин. Lääkealan turvallisuus- ja kehittämiskeskus Fimea, швед. Säkerhets - och utvecklingscentret för läkemedelsmrådet Fimea, англ. Finnish Medicines Agency) — национальный компетентный регуляторный орган при Министерстве социального обеспечения и здравоохранения Финляндии, курирующий фармацевтическую отрасль. Его основными задачами являются контроль в сфере обращения лекарственных средств, донорской крови и тканей, а также развитие фармацевтического сектора.
Штаб-квартира расположена в городе Куопио . Также офисы Агентства находятся в Хельсинки и в Турку .

## История
Агентство начало свою деятельность в ноябре 2009 года, став преемником национального Агентства по лекарственным средствам.
До этого контроль в сфере обращения лекарственных средств в Финляндии осуществлялся следующими органами :
- 1663–1809 Collegium Medicum
- 1809–1812 Управляющий комитет Совета правления казначейства
- 1812–1827 Императорская медицинская коллегия
- 1878–1991 Медицинский совет (Национальная медицинская контрольная лаборатория 1975 – 1993)
- 1991–1993 Департамент здравоохранения и социального обеспечения и Центр научных исследований в области здравоохранения и социального обеспечения STAKES
- 1993–2009 Агентство по лекарственным средствам
- с 2009 года – Агентство по безопасности и развитию в области фармацевтики Fimea

## Структура
Руководит Агентством по безопасности и развитию в области фармацевтики генеральный директор. С 1 ноября 2011 года этот пост занимает Синикка Раяниеми. В обязанности генерального директора входят: стратегическое развитие, связи с общественностью, внутренний аудит (самоинспекция).
Структура Агентства включает четыре департамента :
- Департамент надзора и лицензирования. Директор департамента — Эйя Пелконен. Департамент отвечает за функционирование фармацевтического инспектората, осуществляющего проверки производителей лекарственных средств, и за функционирование лабораторий, осуществляющих контроль качества лекарств.
- Департамент экспертизы лекарственных средств. Директор департамента — Эса Хейнонен. Департамент отвечает за регистрацию новых лекарственных средств, фармаконадзор и контроль за обращением лекарственных средств для животных.
- Департамент экспертизы фармакотерапий. Директор департамента — Пертти Хаппонен.
- Административные и вспомогательные службы. К ним относятся административная служба, финансовое управление и служба управления информационными ресурсами.

## Обсуждение в СМИ
В ноябре 2012 года Агентство приняло решение о легализации медицинского каннабиса для облегчения боли у пациентов, страдающих рассеянным склерозом, так как медицинское употребление препарата неуклонно возрастает (в 2008—2010 годах было выдано около 10 разрешений, в 2011 году Fimea выдало 48 разрешений, а в 2012 — 62 разрешения). Весной 2013 года препарат Sativex в виде спрея, выпускаемый фирмой Almirall, появился в аптеках.
В 2013 году Агентство пересмотрело полный запрет на донорство крови гомосексуалистами и с 12 мая 2014 года разрешила сдавать кровь, после года воздержания от однополых сексуальных контактов.
Весной 2014 года Агентство изменило статус вакцины от гриппа и определило её как «препарат для самолечения», который отпускается без рецепта в связи с чем препарат появился в свободной продаже в аптеках.